# HMS Brazen (H80)
«Бразен» (англ. HMS Brazen (H80) — військовий корабель, ескадрений міноносець типу «B» Королівського військово-морського флоту Великої Британії за часів Другої світової війни.

## Історія створення
Ескадрений міноносець «Бразен» був закладений 18 серпня 1929 року на верфі компанії Palmers Shipbuilding and Iron Company у Джарроу. 6 серпня 1930 року він був спущений на воду, а 4 квітня 1931 року увійшов до складу Королівських ВМС Великої Британії.

## Історія служби
7 квітня 1940 року есмінець «Бразен» включений до сил ескорту лінійних кораблів «Родні» та «Валіант» і лінійного крейсеру «Ріпалс», що йшли на перехоплення капітальних бойових кораблів Крігсмаріне, яких розвідка виявила у Північному морі західніше Ютландії.
15 квітня 1940 року поблизу Нарвіка, Норвегія, в районі з координатами 68°53′ пн. ш. 16°59′ сх. д. / 68.883° пн. ш. 16.983° сх. д., глибинними бомбами з британських есмінців «Фіерлес» та «Бразен» був потоплений німецький підводний човен U-49. З 42 членів екіпажу загинув лише один, інших було врятовано.
20 липня 1940 року британський есмінець «Бразен» потоплений унаслідок атаки бомбардувальників Ju 87 зі складу II./StG 1 у протоці Ла-Манш